# Hamrarnir/Vinir
L'Hamrarnir/Vinir est un club islandais de football, issu de la fusion des clubs de Íþróttafélagið Hamrarnir et de Vinir en 2008. Le club est basé à Akureyri.

## Palmarès
- Championnat d'Islande D4
  - Champion : 2008